# Nain jaune
Cet article possède des paronymes, voir Main jaune et Naine jaune.
Pour les articles homonymes, voir Lindor.
Le jeu du nain jaune (également connu sous le nom de lindor à la fin du XVIIIe siècle) est un jeu de cartes utilisant un tableau composé de cinq cases. C'est un jeu de hasard raisonné, car il mêle les aléas de la distribution des cartes et la stratégie de la construction des suites.
C'est un jeu familial très répandu car les règles sont simples (on peut apprendre à jouer aux enfants à partir de cinq ans), le nombre de joueurs est variable (3 à 8 joueurs) et le jeu est intergénérationnel (des petits enfants aux grands-parents).

## Historique du jeu
Au départ le Nain jaune est le héros laid, jaloux et méchant d'un conte cruel de la baronne d'Aulnoy publié en 1698.
Le jeu apparaît vers 1760 en Lorraine sous le nom de jeu du nain ou jeu du nain-bébé. Cette appellation renvoie au nain Nicolas Ferry, surnommé Bébé, protégé de Stanislas de Pologne, duc de Lorraine. On dit qu'il devint en vieillissant violent et cruel et y gagna le surnom de nain jaune.
Le jeu du nain jaune se répand dans l'Europe entière et devient populaire jusqu'à la Révolution française durant laquelle, en 1792, il est aussi appelé le jeu de lindor. Le mot « lindor » est à l'origine le nom d'un personnage apparaissant dans plusieurs pièces de théâtre, dont Le Barbier de Séville. Il désigne d'abord le sept de carreau au nain jaune, puis par métonymie, le jeu lui-même.
Vers 1850, le célèbre général Tom Pouce, attraction du cirque Barnum, relance l'intérêt pour les nains et du même coup pour le jeu.
Le jeu tombe à nouveau dans l'oubli après le Second Empire, et revient à la mode pendant l'entre-deux-guerres. C'est depuis un classique des jeux de société.

## Matériel de jeu
- un jeu classique de 52 cartes ;
- un plateau (ou tableau) de jeu comportant cinq cases (souvent amovibles) représentant aux quatre coins le 10 de carreau, le valet de trèfle, la dame de pique et le roi de cœur, et au centre le 7 de carreau ou « Nain jaune » ;
- des jetons qui peuvent être de couleurs et de valeurs différentes (1, 5, 10 par exemple) également répartis entre les joueurs au début du jeu. L'équivalent de 50 à 120 jetons de valeur unitaire par joueur pour une partie normale.

## Règles du jeu
L'objectif est de gagner un maximum de jetons, ce qui peut se faire par deux moyens :
- en ramassant les jetons misés sur le plateau de jeu en posant la carte correspondante ;
- en recevant des jetons des autres joueurs lorsqu'on est le premier à s'être débarrassé de toutes ses cartes.

On pose les cartes en formant des suites dans l'ordre « as, 2, 3, 4 .... 10, valet, dame, roi » sans se préoccuper de la couleur.

### Préparatifs du jeu
Donner en début de partie des jetons par exemple cinq jetons de valeur 10, 10 jetons de valeur 5 et 20 jetons de valeur 1 par personne. À chaque tour on distribue aux joueurs les cartes mélangées, une par une, en laissant toujours un talon de 3 à 7 cartes qui sera remis en jeu au tour suivant.
| Nombre de joueurs | Cartes par joueur | Cartes restant au talon |
| ----------------- | ----------------- | ----------------------- |
| 3                 | 15                | 7                       |
| 4                 | 12                | 4                       |
| 5                 | 9                 | 7                       |
| 6                 | 8                 | 4                       |
| 7                 | 7                 | 3                       |
| 8                 | 6                 | 4                       |

Avant de commencer le tour, chaque joueur mise des jetons sur chaque case du plateau :
- 1 jeton sur le 10 de carreau
- 2 jetons sur le valet de trèfle
- 3 jetons sur la dame de pique
- 4 jetons sur le roi de cœur
- 5 jetons sur le nain jaune

S'il reste des jetons du tour précédent, ils sont conservés et s'ajoutent donc à la nouvelle mise.

### Déroulement d'un tour de jeu
Le jeu se déroule dans le sens des aiguilles d'une montre ; c'est donc le joueur placé à gauche du donneur qui commence.
Il pose la première carte de son choix et enchaîne avec les cartes suivantes tant qu'il le peut ; lorsqu'il s'arrête il annonce « sans ... », par exemple s'il s'arrête au 9, il annonce « sans 10 ». Le joueur à sa gauche continue la suite s'il le peut et s'il le souhaite, et ainsi de suite.
Si aucun des joueurs ne peut compléter la suite, le joueur qui s'est arrêté commence une nouvelle suite par la carte de son choix.
Lorsqu'un joueur pose un roi, il annonce « roi et je recommence », et commence une nouvelle suite par la carte de son choix.
Lorsqu'un joueur pose l'une des cartes du tableau, par exemple la dame de pique, il annonce « dame qui prend » et ramasse les jetons misés dans la case correspondant à la carte.
S'il oublie d'annoncer, la mise est perdue pour lui et reste jusqu'à la partie suivante.
Le joueur gagnant le tour est celui qui se débarrasse le premier de sa dernière carte, et il reçoit des autres joueurs soit autant de jetons qu'il leur reste de points dans la main (chaque figure vaut 10 jetons, les autres cartes leur valeur faciale), soit autant de jetons qu'il leur reste de cartes en main. La manière de rémunérer le gagnant doit être convenue au début de la partie entre les joueurs.
Si un joueur se débarrasse de toutes ses cartes au premier tour, cela s'appelle faire opéra (ou grand opéra) et il reçoit, outre le paiement des autres joueurs, tous les jetons misés sur le tableau.
Si un joueur conserve en main, à la fin du tour, une des cartes du tableau, il doit doubler la mise (si la case contient 8 jetons, il en rajoute 8, et au début de la partie suivante tous les joueurs misent à nouveau normalement... la case contiendra alors une mise triple de la mise habituelle). Exception : en cas d'opéra, les joueurs perdants ne doublent pas la mise des cases dont il leur reste la carte en main, puisque ces cases sont vides.

### Fin du jeu
Le jeu est fini lorsqu'un joueur est « ruiné » et ne peut plus miser les 15 jetons au début de tour (on peut aussi choisir un nombre de tours de jeu ou un temps de jeu). Le gagnant est alors celui qui a le plus de jetons.